# Thuronyi Bluff
Das Thuronyi Bluff ist ein markantes Kliff an der Foyn-Küste des Grahamlands auf der Antarktischen Halbinsel. Es ragt zwischen dem Balch- und dem Gould-Gletscher am Kopfende des Mill Inlet auf.
Luftaufnahmen entstanden bei der US-amerikanischen Ronne Antarctic Research Expedition (1947–1948) und Wissenschaftler des Falkland Islands Dependencies Survey nahmen 1947 Vermessungen vor. Das Advisory Committee on Antarctic Names benannte das Kliff nach Geza T. Thuronyi (1919–2008), Bibliothekar für Polarliteratur in der Library of Congress von 1967 bis 1990 und Mitglied des Advisory Committee on Antarctic Names von 1987 bis 1990.